# Peter Nettekoven
Peter Nettekoven (ur. 21 stycznia 1940 w Bonn) – zachodnioniemiecki zapaśnik walczący przeważnie w stylu klasycznym. Olimpijczyk z Meksyku 1968, gdzie zajął czternaste miejsce w kategorii 78 kg.
Brązowy medalista mistrzostw świata w 1966; piąty w 1969. Piąty na mistrzostwach Europy w 1966 i 1967 roku.
Mistrz RFN w 1965 i 1966; drugi w 1963, 1967, 1968, 1969, 1970 i 1972; trzeci w 1962 i 1971 w stylu klasycznym. Mistrz w stylu wolnym w latach 1961-1966 i 1968; drugi w 1967 roku.